# Hausa-Zwergmaus
Die Hausa-Zwergmaus
(Mus haussa) ist eine zu den Afrikanischen Zwergmäusen gehörende Art der Altweltmäuse aus den semiariden Grassavannen Westafrikas. Die sehr kleine, blasse Maus mit kurzem Schwanz ist oberseits sandfarben und unterseits weiß. Sie ist nachtaktiv, bodenlebend, ernährt sich von Pflanzensamen und Insekten und ist nicht gefährdet. Benannt nach den Hausa wurde sie 1920 von Oldfield Thomas und Martin A. C. Hinton als Leggada haussa beschrieben.
Die Hausa-Zwergmaus ähnelt der Zarten Zwergmaus und der eng verwandten Matthey-Zwergmaus. Von dieser kann sie nur genetisch abgegrenzt werden, von der Kleinen Zwergmaus, der Temminck-Zwergmaus und der Peters-Zwergmaus dagegen auch morphologisch.

## Körperbau

### Körpermaße
Die Hausa-Zwergmaus ist eine sehr kleine Maus mit kurzem Schwanz. Ihre Kopf-Rumpf-Länge beträgt 37 bis 58 Millimeter und durchschnittlich 50,8 Millimeter, die Schwanzlänge beträgt 31 bis 44 Millimeter und durchschnittlich 38,5 Millimeter, die Hinterfußlänge beträgt 10,5 bis 13 Millimeter und durchschnittlich 11,8 Millimeter, die Ohrlänge beträgt 7 bis 10 Millimeter und durchschnittlich 8,8 Millimeter und das Körpergewicht beträgt 3 bis 5,3 Gramm und durchschnittlich 4,1 Gramm.
Der Schwanz ist kürzer als die Kopf-Rumpf-Länge und misst durchschnittlich 75 Prozent dieser Länge.
Die Hausa-Zwergmaus ist deutlich kleiner als die Hausmaus.
Von der Peters-Zwergmaus und der Temminck-Zwergmaus kann sie ebenfalls anhand ihrer geringeren Körpergröße unterschieden werden.
Die Kleine Zwergmaus, die Zarte Zwergmaus und die Matthey-Zwergmaus sind dagegen ähnlich groß.
Als kleinste Afrikanische Zwergmaus ist die Hausa-Zwergmaus jedoch im Schnitt noch etwas kleiner als die Matthey-Zwergmaus.
| Maße in Millimetern    | Monadjem und Mitarbeiter (2015) | Monadjem und Mitarbeiter (2015) | Monadjem und Mitarbeiter (2015) | Petter (2013) | Petter (2013) | Petter (2013) | Granjon und Duplantier (2009) | Granjon und Duplantier (2009) | Granjon und Duplantier (2009) | Granjon und Duplantier (2009) | Granjon und Duplantier (2009) | Granjon und Duplantier (2009) | Rosevear (1969) | Rosevear (1969) | Thomas und Hinton (1920) |
| Maße in Millimetern    | Monadjem und Mitarbeiter (2015) | Monadjem und Mitarbeiter (2015) | Monadjem und Mitarbeiter (2015) | Petter (2013) | Petter (2013) | Petter (2013) | Männchen                      | Männchen                      | Männchen                      | Weibchen                      | Weibchen                      | Weibchen                      | Rosevear (1969) | Rosevear (1969) | Thomas und Hinton (1920) |
| Maße in Millimetern    | Bereich                         | Mittel                          | Anzahl                          | Bereich       | Mittel        | Anzahl        | Bereich                       | Mittel                        | Anzahl                        | Bereich                       | Mittel                        | Anzahl                        | Bereich         | Mittel          | Thomas und Hinton (1920) |
| ---------------------- | ------------------------------- | ------------------------------- | ------------------------------- | ------------- | ------------- | ------------- | ----------------------------- | ----------------------------- | ----------------------------- | ----------------------------- | ----------------------------- | ----------------------------- | --------------- | --------------- | ------------------------ |
| Kopf-Rumpf-Länge       | 41–58                           | 49,9                            | 8                               | 44–52         | 49,7          | 7             | 47–58                         | 52,6                          | 14                            | 37–58                         | 49,5                          | 11                            | 48–55           | 51              | 55                       |
| Schwanzlänge           | 31–44                           | 37,6                            | 8                               | 35–42         | 38            | 7             | 35,5–44                       | 40,3                          | 13                            | 31–43                         | 37,5                          | 10                            | 35–41           | 38              | 37                       |
| Hinterfußlänge         | 11–13                           | 12,0                            | 8                               | 12–13         | 12            | 7             | 11–12,5                       | 11,9                          | 14                            | 10,5–12                       | 11,5                          | 11                            | 10,5–12,5       | 11              | 11,5                     |
| Ohrlänge               | 8–10                            | 8,9                             | 8                               | 8–10          | 8,8           | 7             | 8–10                          | 8,8                           | 14                            | 7–9                           | 8,5                           | 11                            | 8,5–10          | 9               | 9,5                      |
| Körpergewicht in Gramm | ―                               | ―                               | ―                               | 3             | 3             | 1             | 3,2–5,3                       | 4,4                           | 9                             | 3–5                           | 3,9                           | 8                             | ―               | ―               | ―                        |

### Fell und Farbe
Das Fell der Hausa-Zwergmaus ist recht kurz. In der Rückenmitte sind die Haare nur etwa drei bis fünf Millimeter lang.
Oberseits ist das Fell blass-sandfarben oder auch braun bis beige.
An der Basis sind die Haare schiefergrau, sonst gelbbraun. In der Rückenmitte sind sie etwas dunkler.
Unterseits ist das Fell heller bis reinweiß. Laut Petter (2013) grenzt sich das Fell der Oberseite an den Flanken deutlich von dem der Unterseite ab, laut Granjon und Duplantier (2009) gibt es dagegen keine klare Abgrenzung.
Die Ohrmuscheln sind sandgrau mit kleinen weißlichen oder sandfarbenen Haaren.
Laut Petter (2013) fehlt der weiße Fleck am äußeren Ansatz jeder Ohrmuschel, laut Rosevear (1969) ist er dagegen vorhanden.
Die Wangen, die Lippen und die Kehle sind weiß, ebenso wie die Vorder- und die Hinterpfoten. Der Schwanz ist beschuppt, blass oder weiß und mehr oder weniger nackt.
Das Fell der Hausa-Zwergmaus ähnelt in Farbe und Musterung dem der Zarten Zwergmaus.
Gegenüber dem der Matthey-Zwergmaus, dem der Kleinen Zwergmaus und dem der Temminck-Zwergmaus ist es dagegen blasser.
Auch die Basis der Haare ist deutlich blasser als bei der Temminck-Zwergmaus. In trockeneren Baumsavannengebieten wie um Zungeru in Nigeria können Exemplare der Temminck-Zwergmaus jedoch eine ähnliche Fellfarbe aufweisen. Die Haare der Hausa-Zwergmaus sind nur etwa halb so lang wie die der Peters-Zwergmaus.

### Zitzen
Die zehn Zitzen der Weibchen verteilen sich auf drei Paare in der Brust- und zwei Paare in der Leistenregion.

### Schädel und Gebiss
Der Schädel der Hausa-Zwergmaus weist verlängerte Gaumenspalten sowie U- bis V-förmige Choanen auf.
Die größte Schädellänge beträgt 15 bis 17,2 Millimeter und durchschnittlich 16,6 Millimeter, die Condyloincisivlänge beträgt etwa 16,1 Millimeter, die Interorbitalbreite beträgt etwa 3,2 Millimeter, die zygomatische Breite beträgt 8,2 bis 9 Millimeter und durchschnittlich 8,5 Millimeter und die obere Zahnreihenlänge beträgt 2,9 bis 3,3 Millimeter und durchschnittlich 2,9 Millimeter.
Von der Peters-Zwergmaus und der Temminck-Zwergmaus kann die Hausa-Zwergmaus durch die geringere Schädellänge unterschieden werden.
| 1 | · | 0 | · | 0 | · | 3 | = 16 |
| 1 | · | 0 | · | 0 | · | 3 | = 16 |

Das Gebiss der Hausa-Zwergmaus besteht in jeder Kieferhälfte aus einem zu einem Nagezahn ausgebildeten Schneidezahn und drei echten Backenzähnen (Molaren).
Die oberen Schneidezähne bilden einen spitzen Winkel mit der Schädelachse (Opisthodontie). Der erste Oberkieferbackenzahn ist verlängert und macht 65 bis 70 Prozent der oberen Zahnreihenlänge aus.
Sein vorderer Lobus ist stark verlängert
und hat drei Höcker.
Am vorderen Lobus des ersten Unterkieferbackenzahns befinden sich ebenfalls drei Höcker.
So liegt der vordere Innenhöcker mittig vor den beiden Höckern der zentralen Querreihe und ist so groß oder beinahe so groß wie diese. Der vordere Außenhöcker fehlt dagegen oder er ist klein und liegt an der Außenseite des Zahns mittig zwischen dem vorderen Innenhöcker und dem zentralen Außenhöcker.
Von der Kleinen Zwergmaus und der Temminck-Zwergmaus unterscheidet sich die Hausa-Zwergmaus durch die drei Höcker am vorderen Lobus des ersten Oberkieferbackenzahns
und durch den ausgeprägteren vorderen Innenhöcker des ersten Unterkieferbackenzahns.
| Maße in Millimetern              | Monadjem und Mitarbeiter (2015) | Monadjem und Mitarbeiter (2015) | Monadjem und Mitarbeiter (2015) | Petter (2013) | Petter (2013) | Petter (2013) | Rosevear (1969) | Rosevear (1969) | Thomas und Hinton (1920) |
| Maße in Millimetern              | Bereich                         | Mittel                          | Anzahl                          | Bereich       | Mittel        | Anzahl        | Bereich         | Mittel          | Thomas und Hinton (1920) |
| -------------------------------- | ------------------------------- | ------------------------------- | ------------------------------- | ------------- | ------------- | ------------- | --------------- | --------------- | ------------------------ |
| Größte Schädellänge              | 15,3–17,2                       | 16,5                            | 8                               | 15–17         | 16,6          | 6             | 15,3–17,0       | 16,5            | 17                       |
| Condyloincisivlänge              | ―                               | ―                               | ―                               | ―             | ―             | ―             | ―               | ―               | 16,1                     |
| Interorbitalbreite               | ―                               | ―                               | ―                               | ―             | ―             | ―             | ―               | ―               | 3,2                      |
| Zygomatische Breite              | ―                               | ―                               | ―                               | 8,2–8,6       | 8,4           | 4             | 8,4–8,8         | 8,6             | 9                        |
| Rostrallänge                     | ―                               | ―                               | ―                               | ―             | ―             | ―             | 3,8–4,3         | 4,1             | ―                        |
| Gaumenspaltenlänge               | ―                               | ―                               | ―                               | ―             | ―             | ―             | 3,2–3,6         | 3,5             | 4                        |
| obere Zahnreihenlänge            | ―                               | ―                               | ―                               | 2,9–3,1       | 2,9           | 7             | 3,0–3,3         | 3,2             | 3                        |
| Breite des ersten oberen Molaren | ―                               | ―                               | ―                               | ―             | ―             | ―             | 0,98–1,09       | 1,04            | ―                        |

## Genetik
Der Karyotyp der Hausa-Zwergmaus weist im doppelten Chromosomensatz 28 bis 34 Chromosomen mit 38 Chromosomenarmen auf. Damit unterscheidet er sich von dem der Matthey-Zwergmaus, der Kleinen Zwergmaus, der Temminck-Zwergmaus und der Hausmaus.

## Lebensraum und Lebensweise

### Lebensraum
Lebensräume der Hausa-Zwergmaus sind Grassavannen in Regionen mit semiaridem Klima.
Daneben bewohnt sie Brachland, Strauchland mit Sand- bis Sand-Lehm-Böden und die Vorratsräume von Geschäften.
Im malischen Bla wurde ein Weibchen in einem verlassenen Haus gefangen.
Die Art ist ein Bewohner der Tiefebenen
und verträgt die heißesten und trockensten Klimate aller Afrikanischen Zwergmäuse.
Somit kommt sie in trockeneren Gebieten vor als die Matthey-Zwergmaus, die Kleine Zwergmaus und die Temminck-Zwergmaus.

### Lebensweise
Die Hausa-Zwergmaus ist nachtaktiv und bodenlebend. Als Allesfresser ernährt sie sich von Samen und Insekten. Zu ihren Fressfeinden gehören Eulen.
Sonst ist über ihre Lebensweise nicht viel bekannt. Ihre Populationsdichte ist sehr schwer zu schätzen. So wird die Art selten mit klassischen Tierfallen, sondern eher nachts von Hand gefangen.
Gewöllefunde aus dem Senegal, aus Mali, aus Nigeria und aus dem Tschad deuten darauf hin, dass sie gebietsweise häufig ist.
So lag ihr Anteil im Norden Nigerias bei 13 Prozent der von Eulen erbeuteten Nagetiere.
In Kemeni bei Bla machte sie in zwei Jahren mit 45 von 126 bzw. 41 von 128 Beutetieren sogar mehr als 30 Prozent der Beute von Schleiereulen aus, ebenso viel wie Arten der Vielzitzenmäuse.

## Verbreitung und Bestand

### Verbreitung
Das Verbreitungsgebiet der Hausa-Zwergmaus erstreckt sich über weite Teile der Sahelzone und der Sudan-Savannen Westafrikas südlich der Sahara.
Sie wurde im Senegal und im Süden Mauretaniens, in Burkina Faso, im Norden der Elfenbeinküste, Ghanas, Togos und Benins, in Mali, im Süden Nigers, im Norden Nigerias und Kameruns sowie im Tschad nachgewiesen.
Das Verbreitungsgebiet ist unzusammenhängend (Disjunktion) und seine Ostgrenze ist nicht vollständig bekannt.
Es überlappt sich mit dem der Temminck-Zwergmaus (Sympatrie) und grenzt an das der Matthey-Zwergmaus (Parapatrie).

### Bestand
Die Weltnaturschutzunion IUCN stufte die Hausa-Zwergmaus 2008 als nicht gefährdet (least concern) ein. Begründet wurde dies mit der weiten Verbreitung, der Verträglichkeit gewisser Lebensraumveränderungen, den vermutlich großen Beständen und der Unwahrscheinlichkeit einer raschen Bestandsabnahme. Die Art ist gebietsweise häufig, die Bestände sind stabil, es gibt keine wesentlichen Bedrohungen und sie wurde in einigen Schutzgebieten nachgewiesen. 2004 wurde sie ebenfalls als nicht gefährdet eingestuft.

## Systematik und Nomenklatur

### Systematik
Die Hausa-Zwergmaus ist eine Art der Afrikanischen Zwergmäuse (Untergattung Nannomys).
Granjon und Duplantier (2009) ordnen sie der Mus tenellus-Gruppe zu, die durch drei Höcker am vorderen Lobus des ersten Oberkieferbackenzahns charakterisiert ist.
Dabei ähnelt die Hausa-Zwergmaus morphologisch und ökologisch der Zarten Zwergmaus (Mus tenellus).
So besteht eine große Ähnlichkeit hinsichtlich der Körpergröße, der Fellfarbe und der Musterung.
Petter (1969) zog daher in Betracht, die beiden Arten zu vereinen.
Zudem ist die Hausa-Zwergmaus eng mit der Matthey-Zwergmaus (Mus mattheyi) verwandt.
Sie steht dieser morphologisch nahe und die Verwandtschaft wurde durch molekulargenetische Untersuchungen bestätigt.
Die von Petter (1969) sowie Petter und Matthey (1975) angegebenen Unterscheidungsmerkmale beider Arten gelten nur in Extremfällen und gehen fließend ineinander über.
Unterarten der Hausa-Zwergmaus werden nicht unterschieden und ihr werden auch keine Synonyme zugeordnet.

### Nomenklatur
Das Typusexemplar der Hausa-Zwergmaus stammt aus Farniso bei Kano im Norden Nigerias.
Das erwachsene Weibchen wurde am 29. Dezember 1919
von Angus Buchanan auf einer Höhe von etwa 530 Metern gesammelt.
Benannt nach dem Volk der Hausa
wurde es im Juni 1920 von Oldfield Thomas und Martin A. C. Hinton
als Leggada haussa beschrieben.
Es befindet sich im Natural History Museum in London und trägt die Nummer 21.2.11.106. Das Fell und der Schädel sind in einem guten Zustand.
Zur Typusserie aus Farniso und Zinder
gehören daneben sechs Männchen und zwei weitere Weibchen.
Vier weitere Exemplare der Hausa-Zwergmaus sammelte Harry Madsen während der Ole-Olufsen-Expedition von 1927 bis 1928 im nigrischen Niamey.

## Hausa-Zwergmaus und Mensch
Die Hausa-Zwergmaus kommt auch in Häusern und Vorratslagern vor (Synanthropie).
Ihr Name bezieht sich auf das Volk der Hausa (wissenschaftlich Mus haussa; deutsch Haus(s)a-Zwergmaus; englisch Hausa mouse, Hausa pygmy mouse; französisch souris naine Haussa) oder auf die Verbreitung in der Sahelzone (französisch souris naine sahélienne).

## Weiterführende Informationen
Weblinks
- Mus haussa in der Roten Liste gefährdeter Arten der IUCN.

Literatur
- Peter Grubb, T. S. Jones, A. G. Davies, E. Edberg, E. D. Starin, John Edwards Hill: Mammals of Ghana, Sierra Leone and The Gambia. Trendine Press, Cornwall 1998 (zur Population in Ghana).[7]

## Verwendete Literatur
- Laurent Granjon, Is-haquou Daouda: Mus haussa. In: IUCN Red List of Threatened Species. Version 2015.1. 2008 (iucnredlist.org).
- Laurent Granjon, Jean-Marc Duplantier: Les rongeurs de l’Afrique sahélo-soudanienne (= Faune et flore tropicales. Band 43). IRD Éditions/Publications scientifiques du Muséum, Marseille 2009, ISBN 978-2-7099-1675-2 (horizon.documentation.ird.fr [PDF]).
- Bernhard Grzimek (Hrsg.): Grzimeks Enzyklopädie Säugetiere. Band 11 (o. J. [1988], elfbändige Lizenzausgabe).
- Holger Meinig: Notes on the mammal fauna of the southern part of the Republic of Mali, West Africa. In: Bonner zoologische Beiträge. Band 49, Nr. 1–4, 2000, S. 101–114 (biodiversitylibrary.org).
- Ara Monadjem, Peter J. Taylor, Christiane Denys, Fenton P. D. Cotterill: Rodents of Sub-Sharan Africa: A Biogeographic and Taxonomic Synthesis. De Gruyter, Berlin / München / Boston 2015, ISBN 978-3-11-030166-3.
- Guy G. Musser, Michael D. Carleton: Superfamily Muroidea. In: Don E. Wilson, DeeAnn M. Reeder (Hrsg.): Mammal Species of the World: A Taxonomic and Geographic Reference. 3. Auflage. The Johns Hopkins University Press, Baltimore 2005, ISBN 0-8018-8221-4, S. 894–1531.
- Francis Petter: Mus haussa: Hausa Pygmy Mouse. In: David C. D. Happold (Hrsg.): Mammals of Africa. Band III: Rodents, Hares and Rabbits. Bloomsbury, London u. a. 2013, ISBN 978-1-4081-2253-2, S. 480–481 (books.google.de – a).
- Francis Petter: Mus mattheyi: Matthey’s Pygmy Mouse. In: David C. D. Happold (Hrsg.): Mammals of Africa. Band III: Rodents, Hares and Rabbits. Bloomsbury, London u. a. 2013, ISBN 978-1-4081-2253-2, S. 483–484 (books.google.de – b).
- Donovan Reginald Rosevear: The Rodents of West Africa. British Museum (Natural History), London 1969.
- Oldfield Thomas, Martin A. C. Hinton: Captain Angus Buchanan’s Aïr Expedition. 1: On a Series of Small Mammals from Kano. In: Novitates Zoologicae. Band 27, Nr. 1, 1920, S. 315–320 (biodiversitylibrary.org).